# Thomas Lodge
Thomas Lodge, född möjligen 1558 i eller nära London, död 1625 (i pesten), var en engelsk författare.
Lodge studerade sedan 1573 i Trinity College, Cambridge, och sedan 1578 i Lincoln's Inn, förvärvade både baccalaureus- och magistergraderna, företog flera resor, bland annat en till Kanarieöarna och en till Sydamerika. (Han torde dock inte ha varit skådespelare under sitt reseliv, såsom det uppgivits.) 
Lodge studerade medicin i Avignon och blev omkring 1600 läkare i London. Då han alltsedan slutet av 1570-talet slagit sig på litterärt skriftställeri, råkade han i konflikt med sin familj, och hans far, som varit borgmästare (Lord Mayor) av London, gjorde honom arvlös. Trots att han saknade ursprunglighet, var han en ganska framstående skriftställare, hos vilken tidens drag avspeglas väl. 
Bland hans arbeten märks pamfletten Dejence of poetry, music and stage-plays (1579), en samling honungssöt lyrik (1589), prosanovellen Rosalynde, Euphues his golden legacie (1590 - vilken legat till grund för Shakespeares lustspel As you like it), den satiriska komedin A looking glasse for London and England (1594, i samarbete med Greene, riktad mot puritanernas fördömande av skådebanan), och den omkring 1590 skrivna Tragedy of the wounds of civil war lively set forth in the true tragedies of Marius and Sulla (tryckt 1594 - ett verkningsfullt historiskt skådespel med god karaktärsteckning - ämnet var hämtat från Norths
översättning av Plutarchos). 
Dessutom författade Lodge elegier och sonettsamlingen Phillis (1593), som väckte stort bifall; bland hans satirer är A fig for Momus mest bekant. Lodge författade även episka dikter:  Historie of Robert the Devil (1591) och Life and death of William Longbeard (1593).